# جنیک ۲۳۲۴
سیارک ۲۳۲۴ (به انگلیسی: 2324 Janice، نامگذاری:1978VS4) دو هزار و سیصد و بیست و چهارمین سیارک کشف شده‌است که در ۷ نوامبر ۱۹۷۸ کشف شد.
قدر مطلق سیارک برابر ۱۱٫۳۰ است.